# Enrico Nassau d'Auverquerque, I conte di Grantham
Enrico Nassau d'Auverquerque, I conte di Grantham (L'Aia, 1673 – Londra, 5 dicembre 1754), pari di Gran Bretagna, membro della casa di Orange-Nassau e secondo cugino del re Guglielmo III d'Inghilterra. Egli ereditò la signoria di Ouderkerk (nota in Inghilterra come Overkirk ed in Francia Auverquerque) nell'Olanda meridionale, e fu conte del Sacro Romano Impero.

## Biografia
Nacque a L'Aia dal generale olandese Enrico Nassau, Lord Auverquerque (noto in Inghilterra come "Lord Overkirk") e da sua moglie Frances van Aerssen e venne battezzato il 30 maggio 1673. Il 12 gennaio 1697, sposò Henrietta Butler, figlia di conte di Ossory e sorella di II duca di Ormonde.  Nel 1698, quando era ancora in vita suo padre, venne creato I conte di Grantham, visconte Boston e barone Alford, da Guglielmo III.
Nonostante Grantham avesse sposato la sorella di uno dei più noti partecipanti all'insurrezione giacobita, Giorgio I lo nominò Lord Ciambellano della casa della principessa di Galles nel 1717, e Grantham mantenne il suo incarico quando il principe di Galles succedette a Giorgio II nel 1727 e la principessa divenne la regina Carolina. Rimase il suo Lord Chamberlain fino alla morte avvenuta nel 1737.
Grantham, in seguito, avviò un progetto per creare, a Londra, un orfanotrofio per i bambini abbandonati, il primo del genere in Gran Bretagna.  L'ente fu noto come Foundling Hospital e ricevette l'approvazione reale il 17 ottobre 1739. Lord Grantham fu il suo primo Governatore.
Lord e Lady Grantham ebbero cinque figli, dei quali soltanto due ragazze raggiunsero l'età adulta. La maggiore, Lady Frances, sposò il capitano (successivamente divenuto tenente colonnello) William Elliot of Wells, mentre la sorella minore, Lady Henrietta, sposò William Clavering-Cowper, II conte Cowper.
Grantham possedette una casa in Albemarle Street, Westminster che fa oggi parte del demanio delle Royal Institution, ed una casa di campagna a Chiswick, chiamata Grove Park.
Lord Grantham morì il 5 dicembre 1754 e venne sepolto, una settimana più tardi, a St James's Church Piccadilly, Westminster.

## Ascendenza
|                                                      |                                                  |                                 | Genitori                           |  |  | Nonni |  |  | Bisnonni              |  |  | Trisnonni                |  |
|                                                      |                                                  |                                 |                                    |  |  |       |  |  | 8. Maurizio di Nassau |  |  | 16. Guglielmo I d'Orange |  |
|                                                      |                                                  |                                 |                                    |  |  |       |  |  | 8. Maurizio di Nassau |  |  | 16. Guglielmo I d'Orange |  |
|                                                      |                                                  | 17. Anna di Sassonia            |                                    |  |  |       |  |  | 8. Maurizio di Nassau |  |  |                          |  |
| 4. Luigi di Nassau-Beverweerd                        |                                                  |                                 |                                    |  |  |       |  |  | 8. Maurizio di Nassau |  |  |                          |  |
|                                                      |                                                  | 9. Margaretha van Mechelen      | 18. Cornelis van Mechelen          |  |  |       |  |  |                       |  |  |                          |  |
|                                                      |                                                  | 9. Margaretha van Mechelen      | 18. Cornelis van Mechelen          |  |  |       |  |  |                       |  |  |                          |  |
|                                                      |                                                  | 9. Margaretha van Mechelen      | 19. Barbara van Nassau-Corroy      |  |  |       |  |  |                       |  |  |                          |  |
| 2. Enrico Nassau, Lord Auverquerque                  |                                                  | 9. Margaretha van Mechelen      |                                    |  |  |       |  |  |                       |  |  |                          |  |
|                                                      |                                                  | 10. Willem Adriaan I van Horne  | 20. Johan van Horne                |  |  |       |  |  |                       |  |  |                          |  |
|                                                      |                                                  | 10. Willem Adriaan I van Horne  | 20. Johan van Horne                |  |  |       |  |  |                       |  |  |                          |  |
|                                                      |                                                  | 10. Willem Adriaan I van Horne  | 21. Anna van Vlodrop               |  |  |       |  |  |                       |  |  |                          |  |
| 5. Isabella von Horne                                |                                                  | 10. Willem Adriaan I van Horne  |                                    |  |  |       |  |  |                       |  |  |                          |  |
|                                                      |                                                  | 11. Elisabetta van der Meeren   | 22. Philips II van der Meeren      |  |  |       |  |  |                       |  |  |                          |  |
|                                                      |                                                  | 11. Elisabetta van der Meeren   | 22. Philips II van der Meeren      |  |  |       |  |  |                       |  |  |                          |  |
|                                                      |                                                  | 11. Elisabetta van der Meeren   | 23. Wilhelmina van Beieren-Schagen |  |  |       |  |  |                       |  |  |                          |  |
| 1. Enrico Nassau d'Auverquerque, I conte di Grantham |                                                  | 11. Elisabetta van der Meeren   |                                    |  |  |       |  |  |                       |  |  |                          |  |
|                                                      | 12. François van Aerssen, signore di Sommelsdijk | 24. Cornelis van Aerssen        |                                    |  |  |       |  |  |                       |  |  |                          |  |
|                                                      | 12. François van Aerssen, signore di Sommelsdijk | 24. Cornelis van Aerssen        |                                    |  |  |       |  |  |                       |  |  |                          |  |
|                                                      | 12. François van Aerssen, signore di Sommelsdijk | 25. Emmerentia Reniers          |                                    |  |  |       |  |  |                       |  |  |                          |  |
| 6. Cornelius van Aerssen, signore di Sommelsdijk     | 12. François van Aerssen, signore di Sommelsdijk |                                 |                                    |  |  |       |  |  |                       |  |  |                          |  |
|                                                      |                                                  | 13. Petronella van Borre        | 26. Jeronimus van Borre            |  |  |       |  |  |                       |  |  |                          |  |
|                                                      |                                                  | 13. Petronella van Borre        | 26. Jeronimus van Borre            |  |  |       |  |  |                       |  |  |                          |  |
|                                                      |                                                  | 13. Petronella van Borre        | …                                  |  |  |       |  |  |                       |  |  |                          |  |
| 3. Frances van Aerssen van Sommelsdijck              |                                                  | 13. Petronella van Borre        |                                    |  |  |       |  |  |                       |  |  |                          |  |
|                                                      |                                                  | 14. Pieter Douwes van Walta     | 28. Douwe van Walta                |  |  |       |  |  |                       |  |  |                          |  |
|                                                      |                                                  | 14. Pieter Douwes van Walta     | 28. Douwe van Walta                |  |  |       |  |  |                       |  |  |                          |  |
|                                                      |                                                  | 14. Pieter Douwes van Walta     | 29. Luts Jarichsdr van Botnia      |  |  |       |  |  |                       |  |  |                          |  |
| 7. Lucia van Walta                                   |                                                  | 14. Pieter Douwes van Walta     |                                    |  |  |       |  |  |                       |  |  |                          |  |
|                                                      |                                                  | 15. Froukje Lieuwes van Juckema | 30. Lieuwe Werps van Juckama       |  |  |       |  |  |                       |  |  |                          |  |
|                                                      |                                                  | 15. Froukje Lieuwes van Juckema | 30. Lieuwe Werps van Juckama       |  |  |       |  |  |                       |  |  |                          |  |
|                                                      |                                                  | 15. Froukje Lieuwes van Juckema | 31. Tieth Bockesdr van Burmania    |  |  |       |  |  |                       |  |  |                          |  |
|                                                      |                                                  | 15. Froukje Lieuwes van Juckema |                                    |  |  |       |  |  |                       |  |  |                          |  |